# وینیکوو
وینیکوو (به لاتین: Vinnikovo) یک منطقهٔ مسکونی در روسیه است که در استان آمور واقع شده‌است.